# ING Groep
ING Groep N.V., conosciuto anche come ING Group, è un gruppo bancario olandese. ING è la sigla di Internationale Nederlanden Groep.
È quotato al New York Stock Exchange (NYSE) ed all'Euronext.

## Storia
Il gruppo ING trae origine da due compagnie assicuratrici olandesi, nonché dall'attività bancaria dello stato olandese.

### LaNationale-Nederlanden
Nel 1845 venne fondata la compagnia assicuratrice Assurantie Maatschappij tegen Brandschade de Nederlanden van 1845 ("Società assicuratrice contro gli incendi dei Paesi Bassi dal 1845"), che crebbe e divenne la prima compagnia assicuratrice olandese con filiali all'estero (erano 139 nel 1900). Successivamente cambiò nome in De Nederlanden van 1845.
Due decenni dopo, nel 1863, fu fondata a Rotterdam la Nationale Levensverzekerings Bank ("Banca nazionale di assicurazioni sulla vita").
Queste due compagnie ne acquisirono varie altre, prima di fondersi fra loro per costituire la Nationale-Nederlanden nel 1963. La nuova impresa continuò ad espandersi considerevolmente negli anni Settanta e Ottanta.

### IlNMB Postbank Groep
Nel 1881 il governo olandese costituì la Rijkspostspaarbank ("Banca di risparmio delle poste nazionali"), una cassa di risparmio postale nata per incoraggiare i lavoratori a risparmiare. Quarant'anni dopo aggiunse i servizi Postcheque e Girodienst per permettere alle famiglie operaie di effettuare pagamenti attraverso gli uffici postali.
Nel 1927 il governo olandese iniziò una riorganizzazione del sistema bancario, che terminò con la fondazione della Nederlandsche Middenstands Bank ("Banca olandese per le piccole e medie imprese"), che era una banca ordinaria operante nei Paesi Bassi e all'estero.
Nel 1986 l'attività bancaria degli uffici postali fu privatizzata con il nome di Postbank, che tre anni dopo si fuse con la Nederlandsche Middenstands Bank per dar vita al NMB Postbank Groep.

### L'ING Groep
Nel 1991 l'attività bancaria del gruppo NMB Postbank e quella assicurativa della Nationale-Nederlanden si unirono, dando vita all'ING Group, anche grazie a modifiche legislative che permettevano a banche ed assicurazioni di operare insieme.
La Società si espanse rapidamente a livello mondiale attraverso acquisizioni negli Stati Uniti, in Polonia, in Germania, in Corea, in Cile.
Fra le acquisizioni più prestigiose ci furono le banche d'affari Barings, in stato d'insolvenza, Banque Bruxelles Lambert e BHF-Bank.
Nel 2005 ING era divenuto il quarto gruppo finanziario europeo: le assicurazioni rappresentavano il 60% della sua attività e la banca il 40%.
Il gruppo era presente in 50 paesi, contava più di 120.000 dipendenti, 75 milioni di clienti e gestiva quasi 600 miliardi di euro di raccolta.

#### La crisi
Per fronteggiare la crisi del 2008 il gruppo ING, insieme a tutte le altre grandi banche dei Paesi Bassi, ha ricevuto un apporto di capitale dal governo olandese. ING ricevette un'iniezione di liquidità di 10 miliardi di euro da parte del governo olandese, il che significava una parziale nazionalizzazione. Questo sostegno ha aumentato il coefficiente patrimoniale di ING al di sopra dell'8%, tuttavia come condizione per gli aiuti di stato olandesi secondo le disposizioni della Commissione europea, dovette disfarsi di un certo numero di attività.Negli anni successivi ING ha dismesso partecipazioni in Canada, Regno Unito, Hong Kong, Macao, Malaysia, Cina, Corea del Sud.
Cessioni dopo la crisi finanziaria
- ING Canada
- ING Insurance Australia / Nuova Zelanda
- ING Private Banking Svizzera
- ING Private Banking Asia
- ING Reinsurance USA
- Fondo industriale del Vertice ING
- ING Real Estate Manager "REIM"
- ING Direct USA
- ING Insurance America Latina
- Vendita di tre broker statunitensi
- 5% di partecipazione in Fuban Financial
- ING Direct Canada
- ING Direct UK Regno Unito

#### Scissione ramo assicurativo
Nell'ottobre 2009 è stato annunciato che il ramo assicurativo sarebbe stato scisso dal gruppo ING.
Il 1º marzo 2014 le attività assicurative sono state raggruppate in NN Group.
Nell'aprile 2016, il gruppo ING ha venduto le ultime azioni del gruppo NN ed è attivo esclusivamente con attività bancarie.

## Attività
Offre servizi bancari (ING Direct NV) e di gestione patrimoniale.

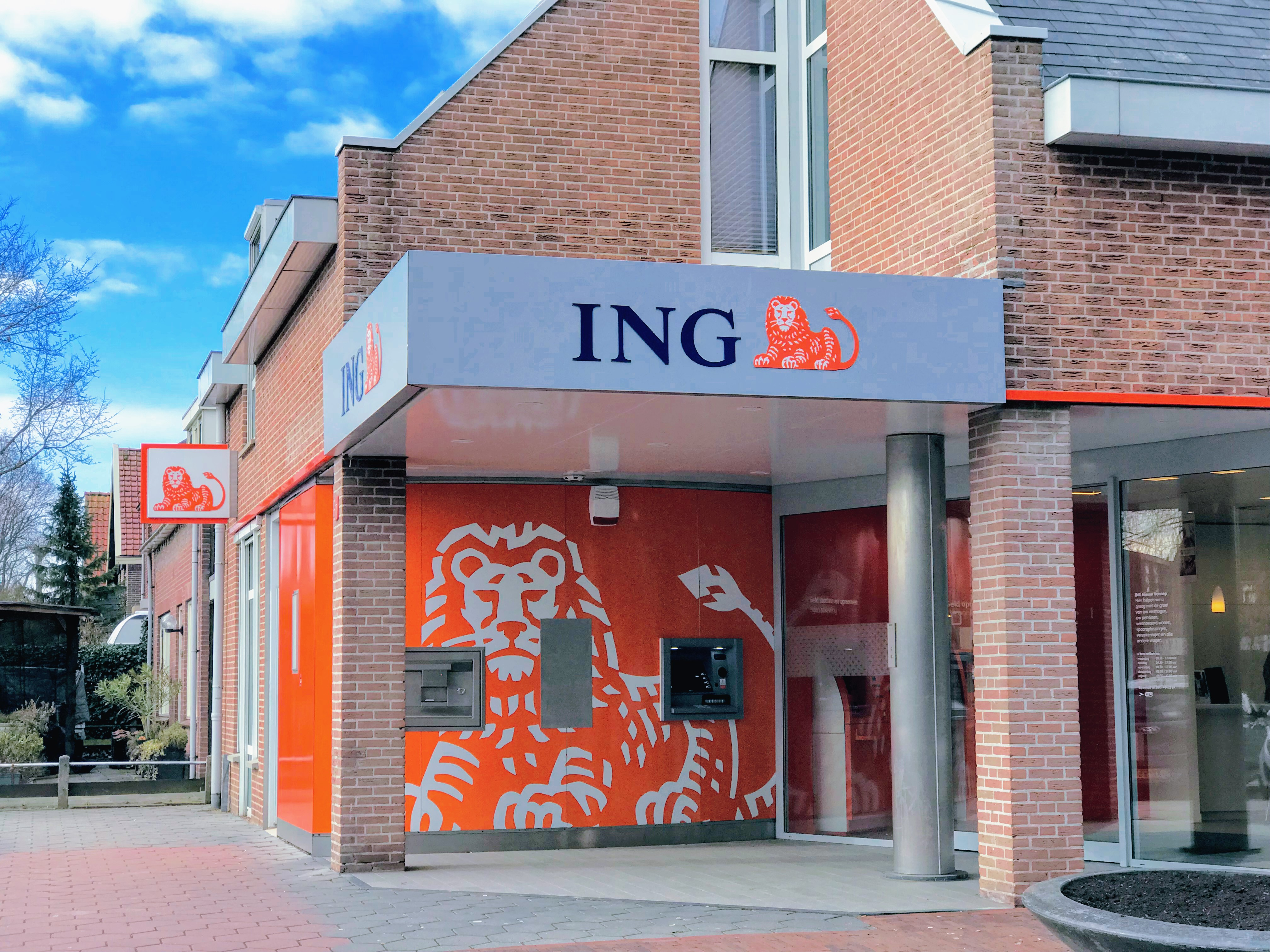
ING Bank a Nieuw-Vennep (Paesi Bassi)

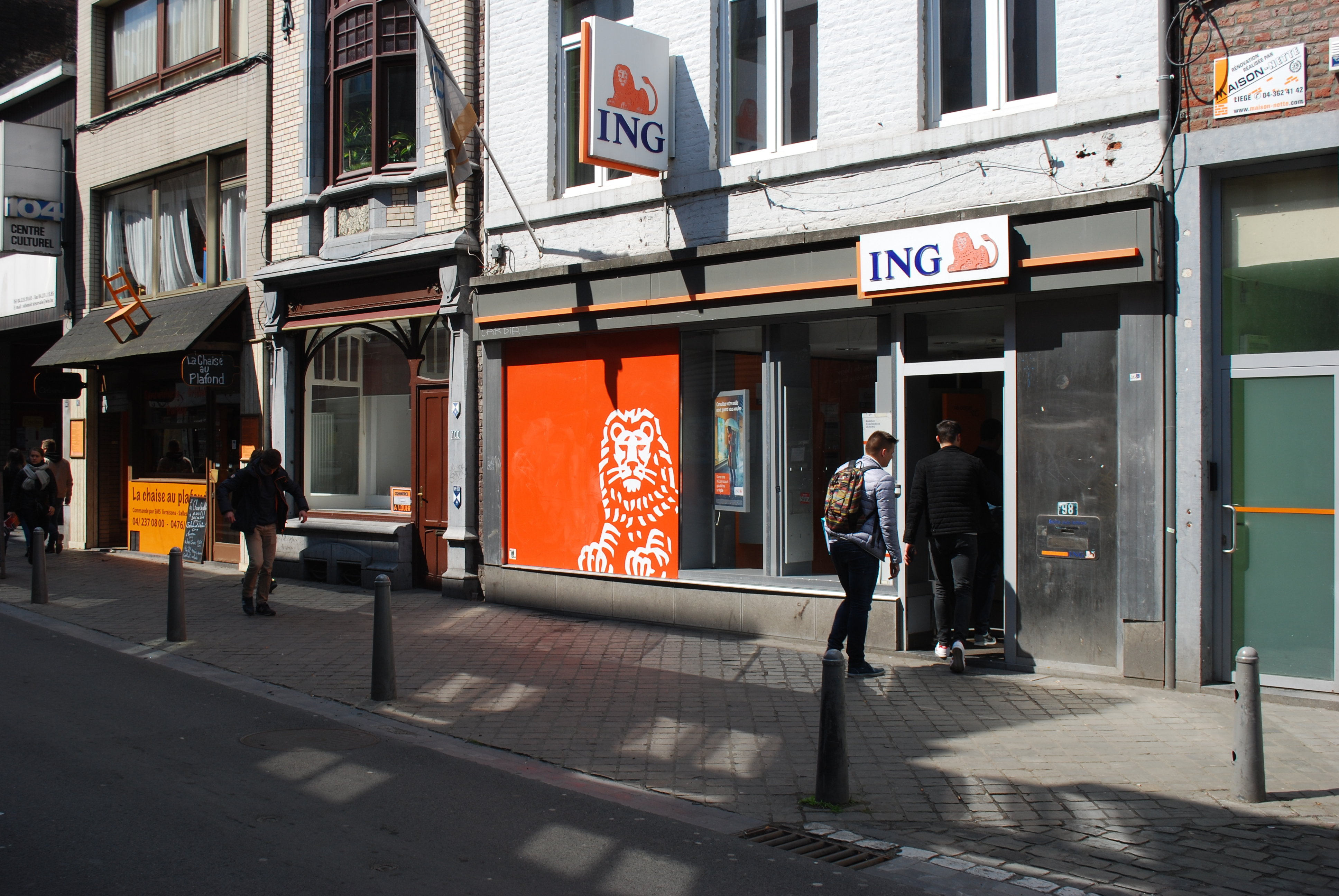
ING a Liegi, Belgio

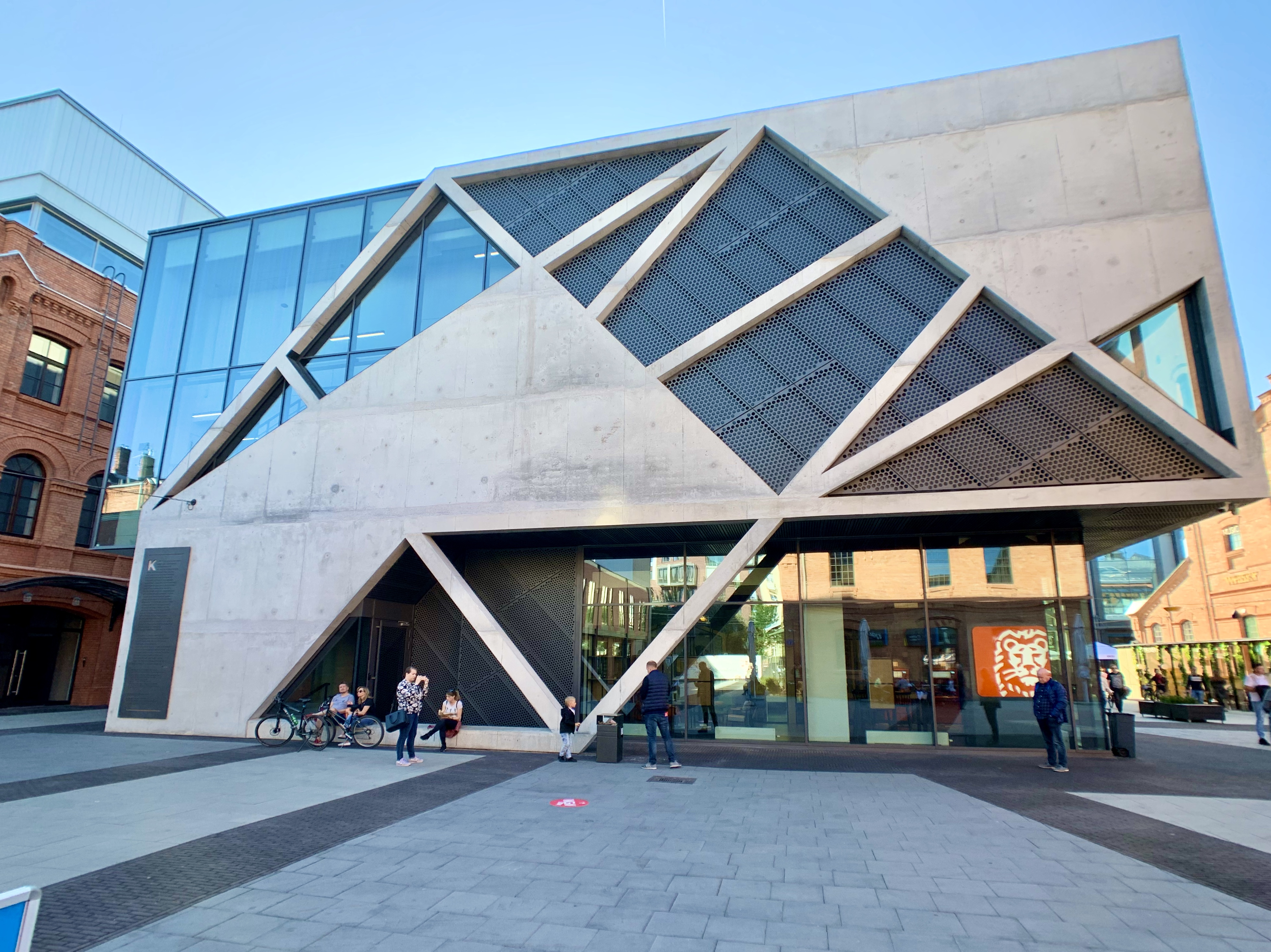
ING Bank Śląski a Varsavia (Polonia)

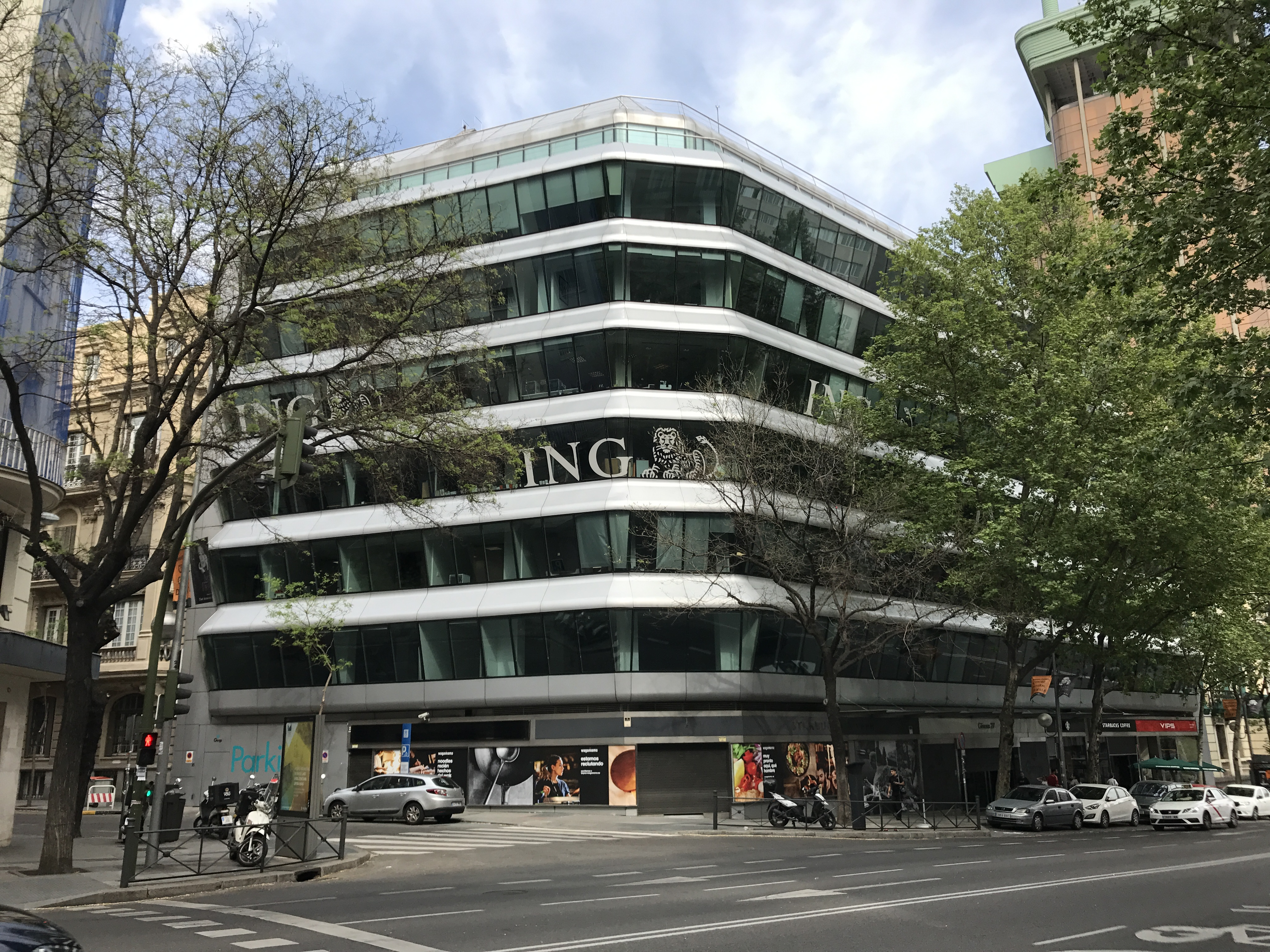
ING a Madrid (Spagna)

ING Group era il maggiore gruppo finanziario al mondo e si collocava in 7ª posizione nella classifica delle 500 maggiori società al mondo pubblicata da Fortune nel 2007(fonte Fortune, dati 2007).
Il gruppo ING è presente nei seguenti paesi:
- Australia
- Belgio
- Brasile
- Bulgaria
- Cina
- Germania
- Francia
- Grecia
- Gran Bretagna
- Hong Kong
- India
- Indonesia
- Italia
- Giappone
- Canada
- Kazakistan
- Lussemburgo
- Messico
- Mongolia
- Paesi Bassi
- Austria
- Filippine
- Polonia
- Romania
- Russia
- Svizzera
- Singapore
- Slovacchia
- Spagna
- Corea del Sud
- Taiwan
- Thailandia
- Turchia
- Repubblica Ceca
- Ungheria
- Ucraina
- Emirati Arabi Uniti
- Stati Uniti
- Bielorussia

Presenza con filiali bancarie
- ING (Paesi Bassi)
- ING Bank Śląski (Polonia)
- ING Bank Evrazija (Russia)
- ING Belgium SA / NV (Belgio)
- ING Romania (Romania)
- Record Bank (Belgio)
- ING Bank Türkiye (Turchia)
- ING Luxembourg SA (Lussemburgo)
- Banca TMB (Tailandia)
- ING Vysyabank (India)

Online Banking
- ING-DiBa (Germania, Austria)
- ING Direct Australia (Australia)
- ING Direct France (Francia)
- ING Direct Spain (Spagna)
- ING Direct Italy (Italia)

### ING Direct
ING Direct N.V. era una banca diretta, facente parte del Gruppo olandese ING, presente in più di 40 Paesi, di cui 15 in Europa. Nel 2014 è stata incorporata in ING BANK N.V., analogamente ad altre realtà dello stesso gruppo, quali ad esempio ING Lease N.V.

## Sponsorizzazioni
Dal 2003 il gruppo ING è main sponsor della Maratona di New York.
Il gruppo è inoltre sponsor del Rijksmuseum di Amsterdam e del Museum of Modern Art di New York.
Nel 2005 ING siglò un contratto di sponsorizzazione con la scuderia Renault F1 di Formula 1, conclusosi alla fine della stagione 2009: i motivi di tale decisione dipesero dagli oneri troppo elevati per rinnovare la propria presenza e dalla crisi economica che obbligò tutte le banche a ridurre i costi di iniziative di marketing. In seguito alla condanna espressa dal Consiglio Mondiale della FIA, ING Direct decise di interrompere immediatamente il suo rapporto di sponsorizzazione senza attendere la fine del campionato. Il 16 ottobre 2006 la Renault F1 rinnovò ING come sponsor principale. Nella stagione 2007 ING è stato anche il nome ufficiale del circuito di Australia e del Belgio. Il 16 febbraio 2009 ING annunciò che, a causa della crisi globale, non avrebbe rinnovato la sponsorizzazione della Renault nel 2010 ma il 25 settembre 2009 il gruppo abbandonò la scuderia francese con effetto immediato, al seguito dello scandalo che l'ha coinvolta nel Gran Premio di Singapore 2008, poiché in netto contrasto con i princìpi del Gruppo.

## Azionisti
- BlackRock - 5,07 %
- UBS Group A.G. - 3,08 %
- Artisan Investment GP - 3,01 %
- State Street Corporation - 2,83%

Fonte: euronext.com